# Lathroplex anthreni
Lathroplex anthreni är en stekelart som beskrevs av Vikberg 1999. Lathroplex anthreni ingår i släktet Lathroplex och familjen brokparasitsteklar. Inga underarter finns listade i Catalogue of Life.